# Клетке, Герман
Герман Клетке (нем. Hermann Kletke; 14 марта 1813, Бреслау, Пруссия, — 2 мая 1886, Берлин, Германия) — немецкий поэт.
Клетке — преимущественно детский писатель; его песенки полны тёплого чувства, сердечной простоты и наивного юмора. Таковы «Kinderlieder» и «Die Kinderwelt». Поэтичны и поучительны его сказки для юношества: «Almanach deutscher Volksmärchen», «Märchensaal aller Völker», «Deutsche Kindermärchen, in Reime gebracht», «Märchen meiner Grossmutter», «Ein Märchenbuch», «Märchen am Kamin» (1871) и другие.